# القرية (البحرين)
القرية قرية صغيرة تقع في غرب البحرين وتقع إلى الغرب من سار وشمال قرية الجسرة وإلى الجنوب من بني جمرة. القرية موقع العديد من المجمعات السكنية الجماعية وسكن العمال المغتربين.